# جیسون فونت
جیسون فونت (انگلیسی: Jason Faunt؛ زادهٔ ۲۰ نوامبر ۱۹۷۴) هنرپیشه و صداپیشه اهل ایالات متحده آمریکا است.